# Jost I. von Rosenberg
Jost I. von Rosenberg (auch Jodok I. von Rosenberg; tschechisch: Jošt z Rožmberka) († 24. Juni 1369 in Kloster Vyšší Brod) war höchster Kämmerer von Böhmen. 

## Leben
Jost I. von Rosenberg entstammte dem böhmischen Geschlecht der Rosenberger. Nach dem Tod seines Vaters Peter I. von Rosenberg im Oktober 1347 übernahm er die Verwaltung des Familienvermögens. Von 1348 bis 1351 bekleidete er das Amt des höchsten Kämmerers von Böhmen. Zusammen mit Heinrich III. von Neuhaus wurde er von König Karl IV. am 26. Juni 1349 zum Schiedsrichter des altböhmischen Kreises Pilsen ernannt. In den 1350er Jahren kam es zu Auseinandersetzungen zwischen dem Kaiser und den Rosenbergern. Dabei ging es um den geplanten Bau einer Königsburg, die der Kaiser Karl IV. in seiner Eigenschaft als König von Böhmen in der Nähe der rosenbergischen Ländereien bei Frauenberg errichten wollte. Die Auseinandersetzungen wurden zwar durch einen Friedensvertrag vom 9. März 1357 beigelegt, jedoch betraute Karl IV. fortan keine Rosenberger mehr mit wichtigen Aufgaben. Trotzdem behinderte er sie nicht beim Ausbau ihrer Macht. In zwei erhaltenen Urkunden erlaubte Karl  IV. Jost und seinen Brüdern sogar den Bau der Burgen Maidstein (Urkunde vom 1. Juli 1349) und Helfenburk (Urkunde vom 21. Mai 1355).
Am 1. Mai 1350 gründete Jost mit seinen Brüdern Peter II. von Rosenberg, Ulrich I. von Rosenberg und Johann I. von Rosenberg und ihrer Mutter Viola Elisabeth von Teschen das Minoritenkloster in Krumau. In der unmittelbaren Nähe erbauten sie das Kloster der Klarissen, die es 1361 übernahmen. Die Erlaubnis zur Gründung und Weihe beider Klöster erhielten sie am 6. April 1358 von Papst Innozenz VI. 1367 erfolgte eine weitere Klostergründung für die Augustiner-Chorherren in Wittingau. 
Jost war mit Agnes von Walsee verheiratet. Diese gründete 1380 gemeinsam mit ihrer Schwägerin Elisabeth von Hals eine Stiftung für einen böhmischen Prediger in der St.-Veit-Kirche in Krumau. Agnes starb zwischen dem 12. und 15. Mai 1402.
Da Jost 1369 ohne Nachkommen starb, übernahm sein jüngerer Bruder Ulrich die Regentschaft.